# St. Bartholomäus (Maßbach)

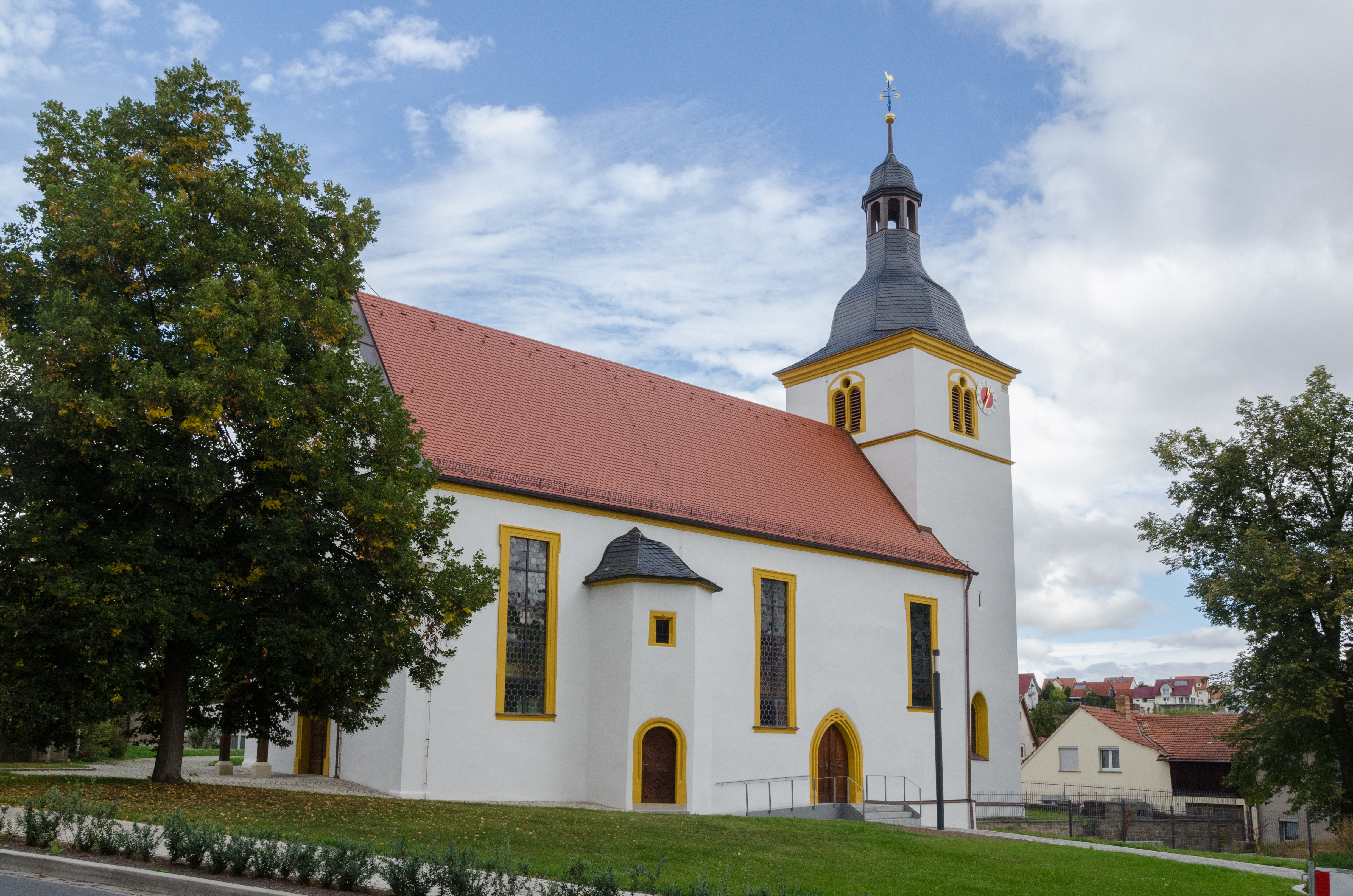
Die St. Bartholomäus-Kirche von Maßbach.

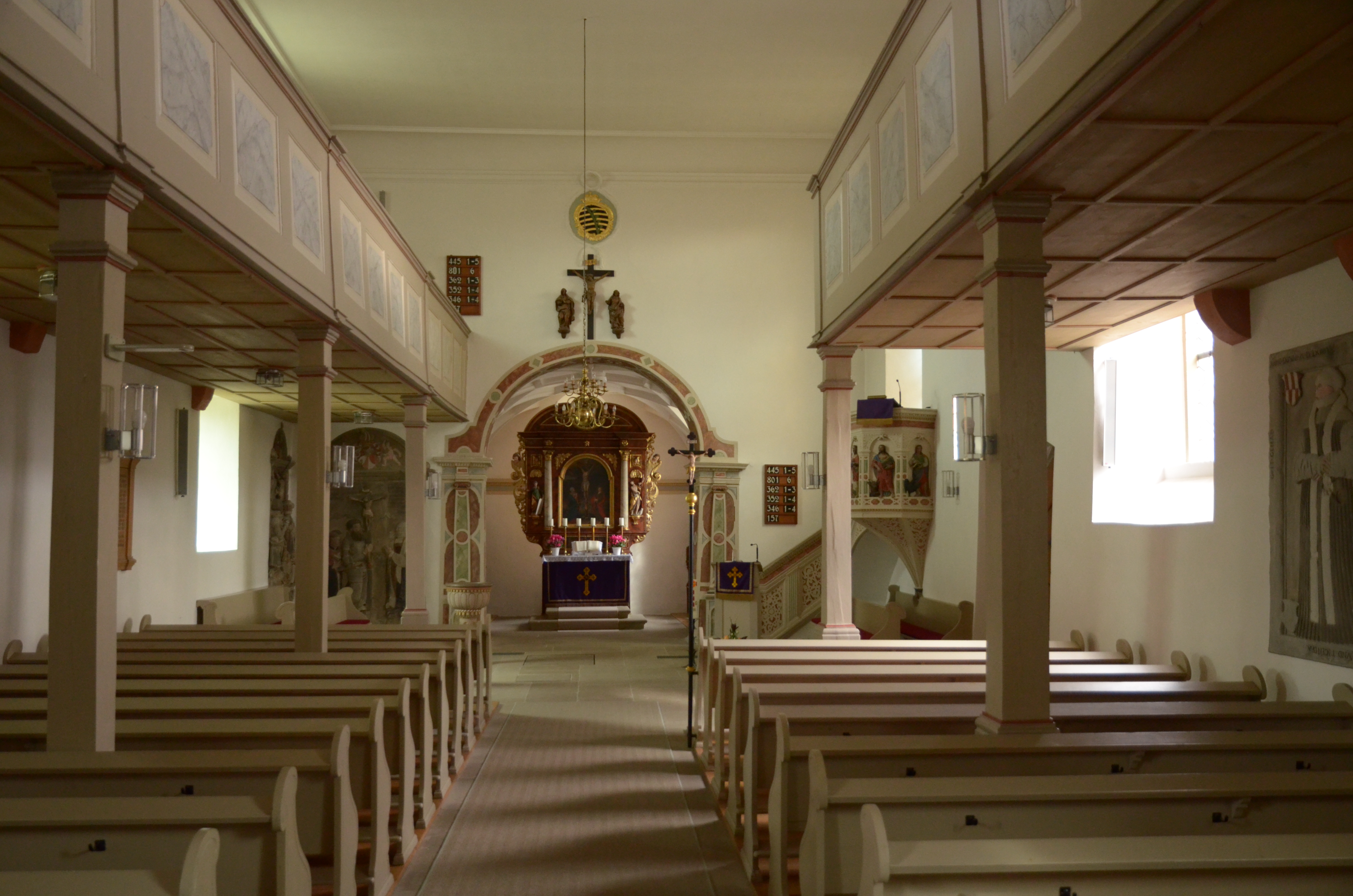
Innenraum der Kirche

Die evangelisch-lutherische Kirche St. Bartholomäus im unterfränkischen Markt Maßbach ist dem Apostel Bartholomäus geweiht. Die Kirchengemeinde Maßbach gehört seit 2013 ebenso wie die von Volkershausen, Poppenlauer, Rothhausen und Thundorf zur evangelisch-lutherischen Pfarrei Lauertal im Dekanat Schweinfurt.
Die Kirche gehört zu den Baudenkmälern von Maßbach und ist unter der Nummer D-6-72-131-5 in der Bayerischen Denkmalliste registriert.

## Geschichte
Die St.-Bartholomäus-Kirche entstand aus einem mittelalterlichen Saalbau mit Chorturm und nahm im Jahr 1582 durch einen Umbau und eine Turmerhöhung ihre heutige Form an.

## Beschreibung
Der Kirchturm mit welscher Haube und rundbogigen zweigeteilten Schallfenstern steht als Chorturm im Osten. Der Chorraum im Untergeschoss hat ein Netzgewölbe und zwei spitzbogige Fenster. Die Sakristei ist an der Nordseite des Kirchturms angebaut. Das Langhaus mit drei Fensterachsen und Satteldach ist flachgedeckt. Ein runder Chorbogen trennt es vom Chorraum. Die Fenster sind  Segmentbögen. An der südlichen Wand befindet sich ein Treppentürmchen.

## Ausstattung
Das Wandgemälde in der Sakristei stammt aus dem 15. Jahrhundert und zeigt das Jüngste Gericht. Die Sakristeitür im Chorraum wird von Hermenpilastern eingerahmt. Am Altar befindet sich ein Gemälde der Kreuzigung. An der Kanzel sind Figuren der vier Evangelisten angebracht. Über dem Chorbogen erkennt man eine Kreuzigungsgruppe und das sächsische Wappen. In das Langhaus ist eine dreiseitig umlaufende Empore eingebaut. An der Westseite der Empore steht die Orgel. Die Kirche beherbergt Grabmäler der Familie von Maßbach aus dem 15. und 16. Jahrhundert.